# Кастильони (род)
Кастильони, Кастильоне или да Кастильоне (на италиански: Castiglioni, Castiglione, da Castiglione) е древен благороднически род от Ломбардия, Северна Италия.

## История
Семейство Кастильони произхожда от Милано, където е роден неговият прародител Корадо да Кастильоне, син на графа на Сеприо Беренгар, който получава замък в Сеприо като дар от местния архиепископ. През вековете семейството се разделя на много клонове, разпръснати в различни италиански градове – Милано, Ферара, Мантуа, Модена и Чинголи, като във всеки случай постига агрегирането си към местния патрициат и се отличава с присъствието на важни личности.

## Линия Милано
Взима името си от Кастильоне в Контадо Сеприо. Миланският клон, най-старият от семейството, дава на църквата шест светци, един папа (Целестин IV през 1241 г.), шест кардинали, три архиепископи на Миланската катедра и шест други епископи в други седалища.
Клонът на това семейство включва известни личности: папи, кардинали, архиепископи, капитани на милицията, сенатори, подести и нотариуси.

### Важни личности
- Готифредо да Кастильоне (?-1075), архиепископ на Милано[1]
- папа Целестин IV (?-1241)[1]
- Джовани Кастильони (?-1409), епископ на Виченца
- Кристофоро Кастильоне (1345-1425), юрисконсулт, наричан „Монарх на законите“[4]
- Бранда Кастильони (1350-1443), кардинал[1]
- Джовани Кастильони (?-1456), епископ на Орвието
- Бранда Кастильони (1415-1487), епископ[1]
- Джовани Кастильоне (1420-1460), кардинал[1]
- Бранда Кастильони (?-1499), юрисконсулт
- Джовани Джакомо Кастильони (1471-1513), епископ
- Саба да Кастильоне (1480-1554), хуманист
- Франческо Абондио Кастильони (1523-1538), кардинал[1]
- Джовани Кастильоне (1742-1815), кардинал[1]
- Карло Отавио Кастильони (1784-1849), филолог.[1] [5]

### Притежания
- Дворец Кастильони в Милано
- Дворец Бранда в Кастильоне Олона
- Замъкът Мазнаго във Варезе

- Палацо Кастильпни (Милано)
- Дворец Бранда (Кастильоне Олона)
- Замък Мазнаго (Варезе)

### Герб
На червен фон сребърен лъв, държащ в дясната си лапа замък. 

## Линия Мантуа
Клон на семейството се установява в Мантуа през 15 век. Родоначалникът на тази линия е Франческо (Франческоло) Кастильоне (1345-1425), син на Кристофоро Кастильоне (?-1334) и Барбара Бираго.

### Важни личности
- Балдасаре Кастильоне (1414-1478), син на юрисконсулта Кристофоро (1345-1425) [6], кондотиер на служба на Висконти и след това на Гондзага. Съпруг на Полисена Лиска.[4]
- Кристофоро Кастильоне (1459-1499), кондотиер на мантуанската армия, нает от маркиза на Мантуа Лудовико III Гондзага[4]
- Балдасаре Кастильоне (1478-1529), писател и автор на Il Cortegiano
- Камило Кастильоне (1517-1598), управител на Херцогство Монферат[4] [7]
- Балдасаре Кастильоне (16 век), син на Камило, заедно с брат си Кристофоро притежава замъците Чимена и Берцано като феод от херцога на Мантуа Винченцо I Гондзага. През 1589 г. е направен кавалер на Ордена на Свети Стефан[4]
- Кристофоро Кастильоне (?-1605), син на Камило, военен в служба на Гуидобалдо II Дела Ровере. През 1588 г. той е назначен за конен майор на херцога на Мантуа Винченцо I Гондзага и е с него през 1597 г. в Унгария, за да се бие срещу турците. Посланик на Гондзага във Венеция и в Испания. През 1602 г. губернатор на Монферат[4]
- Балдасаре Кастильоне, рицар на Ордена на Свети Стефан и приор на Мантуа от 1588 г. с папска була за концесия (в сила от 1589 г.)
- Франческо Кастильоне, през 1621 г. е инвестиран от херцога на Мантуа Фердинандо Гондзага с феода Концано[1]
- Балдасаре Кастильоне (?-1703), син на Франческо, през 1622 г. заема длъжността на иконом на херцогинята на Мантуа Катерина де Медичи. През 1670 г. е посланик в Полша на херцога на Мантуа Фердинандо Карло Гондзага, когото прави рицар на Ордена на Изкупителя. Управител на Херцогство Гуастала[4]
- Корадо Кастильоне (+1735), съветник на Държавната конгрегация на Херцогство Мантуа
- Онорато Кастильоне (?-1763), син на Корадо и генерален комисар по границите на Херцогство Мантуа[4]
- Балдасаре Кастильони (1851-1938), сенатор на Кралство Италия.[8]

### Притежания
- Корте Кастильони – укрепен двор от 15 век, разположен в Казатико (Маркария)
- Палацо Бонаколси-Кастильони в Мантуа, първоначално принадлежал на Бонаколси, господари на града до 1328 г.

- Вход към крепост Корте Кастильони, Казатико (Маркария)
- Палацо Бонаколси-Кастильони (Мантуа)

### Герб
На четвъртини; в 1-ва и 4-та: на червен фон сребърен лъв, увенчан със злато, държащ в дясната си лапа замък, увенчан със злато; във 2-ра: на сребърен фон гърчеща се змия в зелен прът, увенчана със злато, поглъщаща червено дете; в 3-та: прътове от черно и златно.

## Линия Чинголи
През 1600 г. някои потомци на миланската линия се преместват в Чинголи близо до Мачерата.

### Важни личности
- Джан Лоренцо Кастильони (?-1682), епископ на Анани[9]
- Папа Пий VIII (1761-1830)[1]

### Притежания
- Дворец „Кастильони“

### Герб
На червен фон сребърния лъв, държащ в дясната си лапа замък.

## Линия Ферара
Някои потомци на Миланската линия се местят във Ферара.

### Важни личности
- Брико Гуидоне Кастильони, на служба при Николо III д'Есте[1]
- Гаспаро Кастильони, на служба при Ерколе I д'Есте[1]

### Герб
На червен фон сребърния лъв, държащ в дясната си лапа замък.

## Линия Модена
Някои потомци на ферарската линия се местят в Модена.

### Важни личности
- Балдасаре Кастильони, на служба при Ерколе II д'Есте[1]
- Бартоломео Кастильони, юрисконсулт[1]

### Герб
На светлосин фон зелена тераса с два седнали златни лъва, обърнати един срещу друг и държащи издигнат с предните лапи отворен замък със зъбци, увенчан с три части от червен цвят, увенчан с три знамена, веещи се отляво на същите три кули.

## Линия Венегоно
Направени са графове от Франческо I Сфорца.

### Важни личности
- Бранда Кастильони (1350-1443), кардинал и хуманист[10]
- Франческо Кастильоне (?-1478), родоначалник на клона, на служба при херцозите на Милано[4]
- Джанстефано Кастильоне (?-1519), син на предишния, посланик на Сфорца във Франция. [4] [10]

## Английска линия

### Важни личности
- Джовани Батиста Кастильоне (1516-1598), от Мантуа, през 1544 г. става италиански наставник на принцеса (по-късно кралица) Елизабет I. Рродоначалник на английския клон на семейството.
- Сър Франсис Кастелион (1561-?), най-големият син на Джовани Батиста, е магистър на изкуствата и член на Парламента. На 11 май 1603 г. той е посветен в рицарство. Той наследява имението на баща си Бенъм Валънс в Бъркшир, което продава през 1630 г. на сър Уилям Крейвън, 1-ви граф на Крейвън.
- Барбара Кастилион (1574-1641), дъщеря на Джовани Батиста, съпруга на Лорънс Хайд (генерален прокурор) (1562-1641) и чичо на Едуард Хайд, 1-ви граф на Кларендън
- Ан Кастилион (1568-?), съпруга на Робърт Хайд, по-големият брат на сър Лорънс Хайд. И двамата шурея Робърт Хайд и Хенри Хайд (1563-1634) стават прадядо на двете кралици Мария II Стюарт (1689-1694) и Анна от Великобритания (1702-1714)

## Линия Кастильоне Морели
Семейство Кастильоне Морели, или Морели Кастильоне (или Кастильони), или Морели, поради партийните борби между гибелините и гвелфите, се мести през 1239 г. от Милано в Козенца (Кралство Неапол), където принадлежи към патрициата.
От 1312 г. на фамилията е дадено фамилното име „Морели“ или „Маурели“. "Morello" е италианската дума за „черно“.
Николо II Кастильоне, патриций на Козенца, подкрепя Робер Анжуйски, крал на Неапол (1309-1343), по време на кампания. Кралица Джована I от Неапол (1343-1382) официално дава на неговия потомък Бернардо Кастильоне прякора „Морело“. Мартирано споменава секретаря на император Карл V с думите: „Maurelli prius Castileoni dicebantur, tan qui dicunt a Mantova Ciselpinae Callide urbe oriundas, alii vero Mediolanò“.
Мартино Кастильоне Морело и брат му притежават феодите Скулки и Стефаници на територията на Казале ди Кастильоне Козентино през 1442 г. 
През 1560 г. Джовани (Джаното) де Кастильоне е назначен за велик магистър на военния и хоспиталиерски орден на Свети Лазар от Йерусалим от папа Пий IV, но не е признат от краля на Франция. През 1591 г. е приет в Малтийския рицарски орден.
От 1671 г. Кастильоне Морели са маркизи на Валелонга (Кралство Неапол, регион Седоларио). „Маркиз“ (primogenitur) е титлата на феодалите на Валелонга, новородените са „Nobile“, но всички имат титлата „Патриций на Козенца“. Те също са барони на Киаравале и Галято.
Благородническото семейство се разклонява широко, например в Месина, Комо, Генуа, Мантуа и Милано. Навсякъде членовете му принадлежат към градското благородничество (патрициат) и заемат висши духовни длъжности.
Маркиз Кастильоне Морели е базиран във Вила Валелонга в Калабрия, по-късно Киаравале. Лятната резиденция на маркизите на Кандия-Кастильоне-Морели от Валелонга е Палацо Валелонга в Торе дел Греко в подножието на Везувий (построена през 1690 г., до голяма степен разрушена от земетресение през 1794 г., възстановена през 1843 г.); тя е прехвърлена на Банката на народния кредит на Торе дел Греко през 1982 г. Лелио Кастильоне Морели (1773–1842), маркиз на Валелонга, патриций на Козенца, се жени за Дона Артемизия Тутавила от дома на херцозите на Калабрито (1774–1821), тясно роднински с много семейства от италианската аристокрация.
На 2 август 1806 г. феодализмът е премахнат в Кралство Неапол. Феодалите стават собственици на земя. През 1922 г. благородническата фамилия е вписана в Златната книга на италианската аристокрация.
Клон на фамилията Кастильоне Морели от Козенца, към края на 15 век се разклонява в Копертино в Тера д'Отранто, чрез връзка с прочутия дом Кастриота.
През 1536 г. е украсен от император Карл V в лицето на Бернардино Морели, със Златния орден, с военен чин и привилегия да добави императорския орел към своя собствен и древен герб. През 1732 г. Пиетро Джироламо Морели премества семейството от Копертино в Лече.
Семейството става известно също и с Винченцо Мария Морели, архиепископ на Отранто.
Често семейството се съобщава в исторически текстове с фамилното име Морели Кастильони (или Кастильоне) вместо Кастильоне Морели.

## Линия Монако Кастильоне Морели
Семейство Монако Кастильоне Морели или Монако e клон на семейство Кастильоне Морели от Лече, свързано чрез брак със семейство Монако от Лече през 19 век. Този съюз може да се види и в герба на семейство Монако Кастильоне Морели.
Семейство Монако получава от Дон Алфонсо де Себалос-Ескалера и Гила, маркиз де ла Флореста, виконт на Аяла в Кралство Испания и херцог на Остуни от бившето Кралство на двете Сицилии титлата на гербов крал за автономната област Кастилия и Леон съгласно действащите закони на Кралство Испания.

## Други известни личности
- Джаното Кастильони (1532-1571) от клона на графовете на Бинаго, Велик магистър на Ордена на Свети Лазар[12]
- Чезаре Кастильони (Традате, 1841-Традате, 1918), гарибалдиец и предприемач[13] [14] [15], пряк потомък на Убертино Кастильони (клон Лонате Чепино) [16] .

## Гербове
- Герб на кардинал Франческо Абондио Кастильони
- Герб на папа Целестин IV
- Герб на папа Пий VIII
- Герб на крепостта Корте Кастильони в месност Казатико Маркария
- Герб на австрийската линия Конрад Тироф
- Герб на архиепископ Винченцо Мария Морели
- Герб на Морели Кастильони, линия от Лече
- Герб на сем. Монако Кастильоне Морели

## Архив
Семейният архив на Кастильони е придобит от Община Кастильоне Олона през 1980 г. след закупуването на двореца Бранда Кастильони.